# Vorera

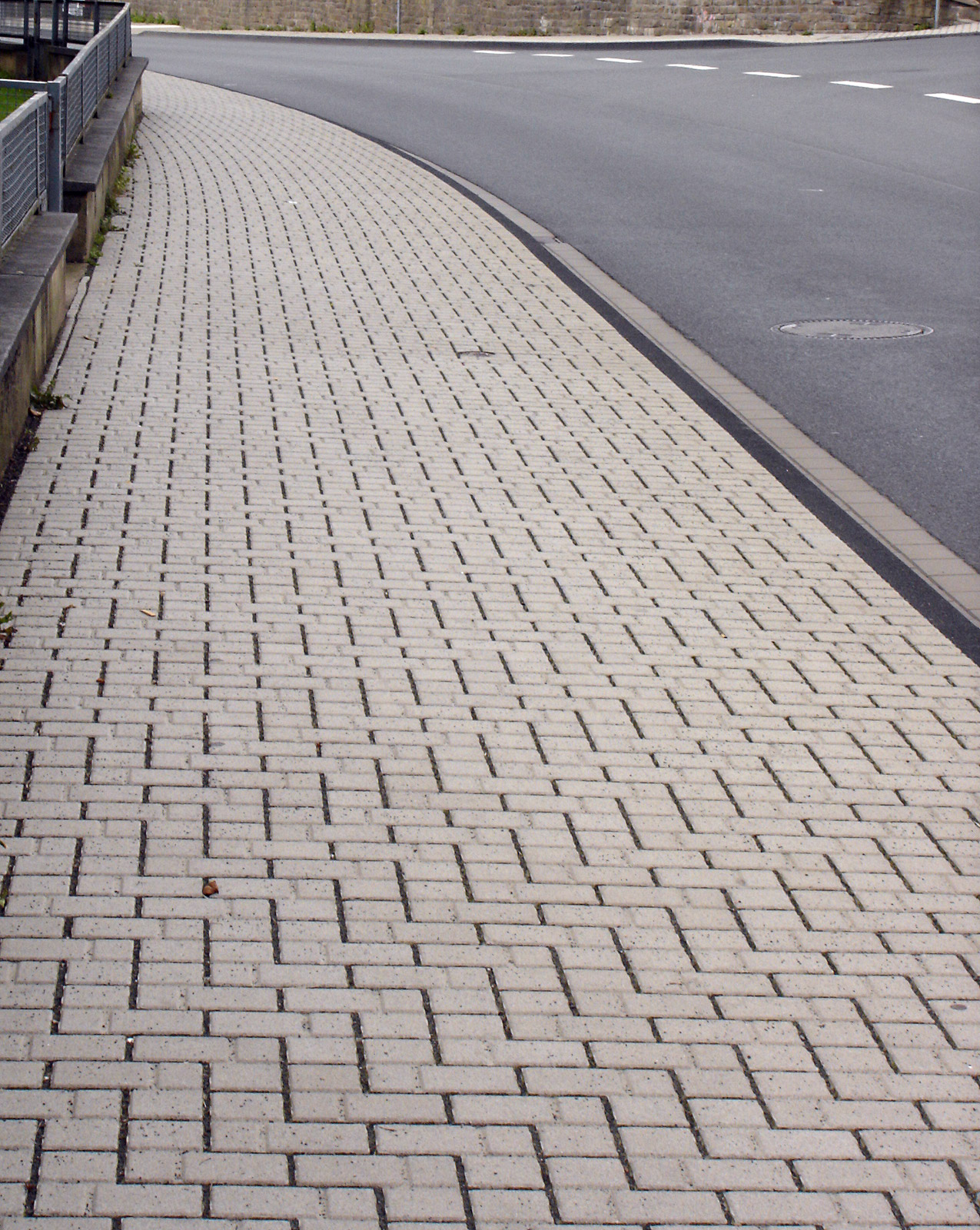
Imatge d'una vorera.

Una vorera o voravia és la part lateral d'una via urbana o una carretera, generalment més alta que la calçada, destinada al pas de vianants. En alguns tipus de carrers, com passeigs o rambles la vorera pot trobar-se en la part central, a més de les parts laterals, d'una via.
A la majoria dels països occidentals hi ha lleis que fomenten la remoció de les anomenades barreres arquitectòniques per tal de reduir les dificultats dels discapacitats, i les esmentades polítiques fan especial recalcament en les vorades de les voreres. Així, cal que les voreres tinguin rampes a les cantonades per permetre el trànsit fluid de persones en cadira de rodes.